# Bigoli
Bigoli er en type rund, aflang pasta, der minder om spaghetti, men som er både længere og tykkere. Oprindeligt blev bigoli fremstillet med boghvedemel, men bliver i dag mere almindeligt fremstillet af fuldkornsmel, og nogle gange med andeæg. Pastaerne bliver ekstruderet igennem en bigolaro.
Bigoli bruges i Veneto; i Toscana fremstilles en lignende type pasta kaldet pici.